# Papa Sisiniu
Papa Sisiniu (n. 650 d.Hr. – d. 4 februarie 708 d.Hr., Roma, Imperiul Roman de Răsărit) a fost al 87-lea papă al Romei.

## Originea și alegerea
Se știe că era originar din Siria și că tatăl său se numea Ioan.
A fost ales papă probabil în octombrie 707, când era deja bătrân, "deformat" și bolnav de gută. Papa Sisiniu nu se putea ține pe picioare și nici nu se putea hrăni singur. Alegerea sa a fost probabil un compromis de moment determinat de manevrele factorilor politici și militari: fiecare susținea un alt candidat dar s-au înțeles asupra unui candidat extrem de limitat, cu speranța că în timp lucrurile se vor clarifica.

## Pontificatul
De la alegere (octombrie 707) până la consacrare (15 ianuarie 708) a fost nevoit să aștepte trei luni răspunsul de ratificare a Exarhului bizantin de la Ravenna.
Sisiniu se bucura de mare respect și era considerat un om cu caracter integru: sincer preocupat de binele cetățenilor Romei.
Deși a fost papă numai 4 luni - inclusiv perioada precedentă consacrării -, a avut luciditatea și energia necesare începerii pregătirii materialelor (cuptoarele pentru var și cărămidă) în vederea restaurării și consolidării zidurilor Romei, grav ruinate și real expuse atacurilor dușmane, cum au dovedit-o evenimentele sub pontificatul papei Ioan al VI-lea.
Lucrările de restaurare a zidurilor Romei s-au curmat odată cu moartea lui Papa Sisiniu, survenită pe 4 februarie 708, în Roma atât de mult iubită de el. A fost înmormântat în cripta papilor din Vatican.
Singurul act bisericesc documentat al pontificatului său este consacrarea unui episcop pentru Corsica.

## Curiozități
Cu cele 21 de zile de pontificat, Sisiniu este al 4-lea papă din lista papilor cu pontificate scurte.